# Phrynobatrachus gutturosus
Phrynobatrachus gutturosus е вид земноводно от семейство Petropedetidae.

## Разпространение
Видът е разпространен в Бенин, Гана, Демократична република Конго, Кот д'Ивоар, Либерия, Нигерия и Того.